# 朱向峰
朱向峰（1967年10月—），男，土族，青海民和人，中华人民共和国政治人物，现任中共青海省委常委、秘书长。